# Eduardo Ibarrola
Eduardo Ibarrola es un actor mexicano de cine y televisión.

## Carrera
Inicia su carrera con la telenovela Aguamarina, donde realizó una participación especial. Vuelve en 2004, donde actúa en Inocente de ti, siendo una aparición especial.
Le sigue en 2005 con ¡Anita, no te rajes!, con una aparición especial. Ese mismo año participa en El amor no tiene precio, donde interpreta a Joaquín. En 2006, actúa en Tierra de pasiones, donde interpretó a Rómulo Gálvez. 
Hace una participación estelar en La viuda de Blanco, donde interpretó a Laurentino Urbina. En 2007, actúa en Bajo las riendas del amor, interpretando al Padre Lino. También actuó en la serie Decisiones, en 2 episodios.
En el mismo año, participa en Seguro y urgente, como el Cura. También actúa en las películas Tómalo suave y Torre de papel. En 2008, participa en Valeria, donde interpretó a Julio Hidalgo. En 2009, actúa en Más sabe el diablo, donde interpreta a José Antonio Frank.
En el mismo año, actúa en la película Zombie Farm, interpretando a Señor Agustín. En 2010 aparece en las novelas Eva Luna y Ojo por ojo, en 2011 participa en la serie RPM (Miami). Ese mismo año actúa en las novelas Sacrificio de mujer y Corazón apasionado.
En 2012 participa en la telenovela Relaciones peligrosas, y ese mismo año actúa en La ruta blanca. En 2014, hará un papel estelar en En otra piel, donde interpreta a Manuel Figueroa.

## Filmografía

### Telenovelas
- Aguamarina (1998)
- Me muero por ti  (1999)
- Inocente de ti (2004)
- ¡Anita, no te rajes! (2005)
- El amor no tiene precio (2005) - Joaquín
- Tierra de pasiones (2006) - Rómulo Gálvez
- La viuda de Blanco (2006-2007) - Laurentino Urbina
- Bajo las riendas del amor (2007) - Padre Lino
- Decisiones (2006-2007) - Eduardo/Nicanor
- Seguro y urgente (2007) - Cura
- Valeria (2008) - Julio Hidalgo
- Más sabe el diablo (2009) - José Antonio Frank
- Eva Luna (2010) - Ismael González
- Ojo por ojo (2010) - Don Alfredo
- RPM (Miami) (2011) - Carlos Hernández
- Sacrificio de mujer (2011) - Villachar
- Corazón apasionado (2011) - Melquíades López[1]
- Relaciones peligrosas (2012) - Jaime Olivares
- La ruta blanca (2012) - Orlando
- Los secretos de Lucía (2013) - Celestino
- En otra piel (2014) - Manuel Figueroa
- Escándalos (2015) - Germán Limanski / Monseñor
- Silvana sin lana (2016) - Don Benito
- Milagros de Navidad (2017)
- Club 57 (2019) - Don Luis
- 100 días para enamorarnos (2020-2021) - Pedro Franco[2]

### Cine
- Tuya, mía… te la apuesto (2018)
- Zombie Farm (2009)
- Torre de papel (2007)
- Tómalo suave (2007)